# Caller (Darts)

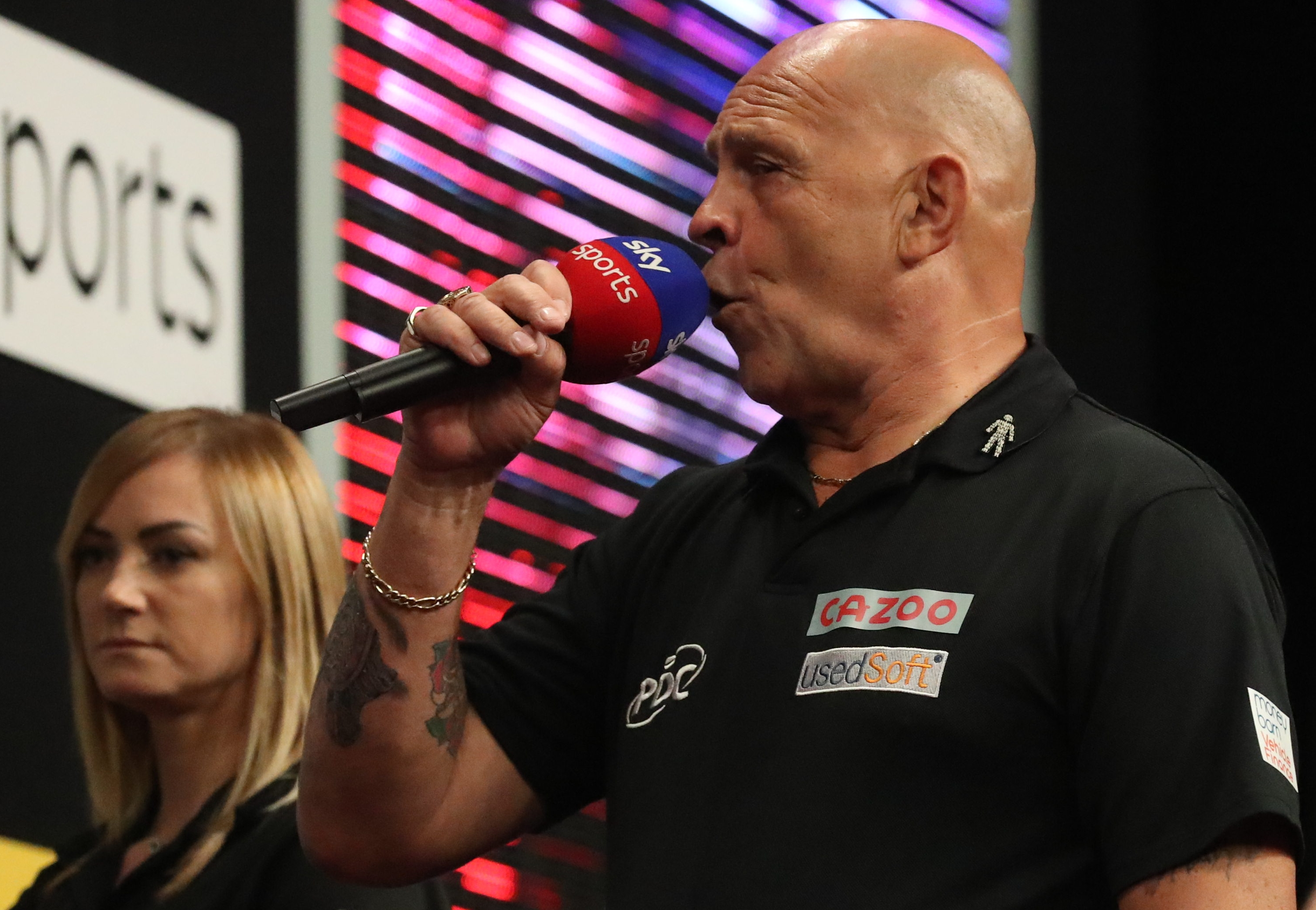
Caller Russ Bray

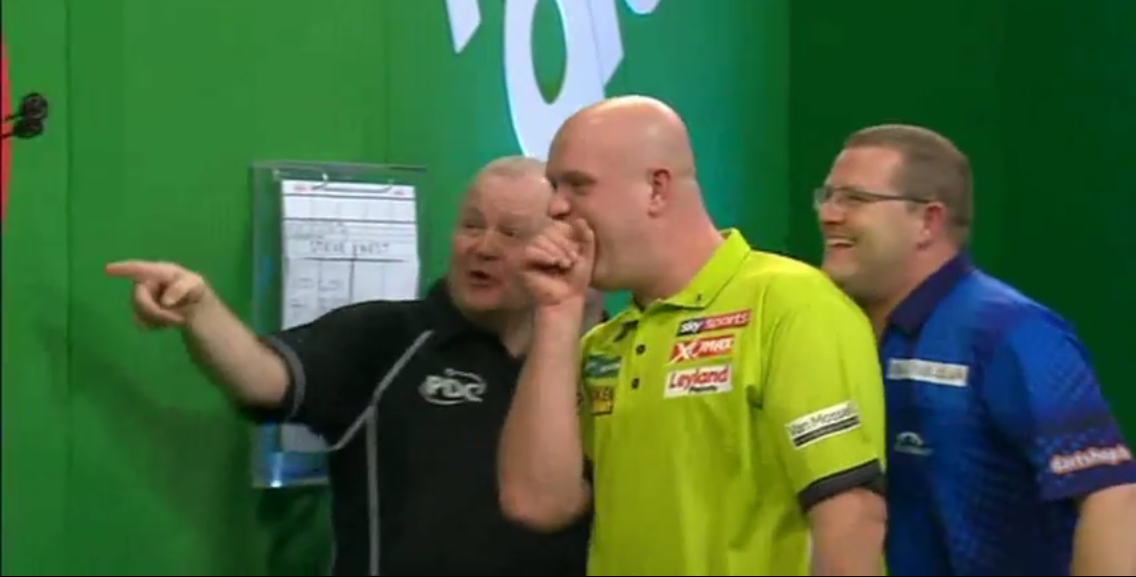
Caller George Noble und die Dartspieler Michael van Gerwen und Steve West

Als Caller (von engl. call = rufen) wird im professionellen Dartsport der Schiedsrichter bezeichnet, dessen Hauptaufgabe es ist, das Publikum und den Schreiber über die Anzahl der von einem Spieler geworfenen Punkte zu informieren. Ebenso gibt der Caller Auskunft darüber, ob ein Spieler mit seiner derzeitigen Punkteanzahl ein Checkout erzielen und somit das Leg beenden kann. Dabei bekommt der Caller die geworfene Zahl jedoch nicht von einem Assistenten ausgerechnet, sondern ist selbst dafür zuständig und trägt somit auch Verantwortung für das gesamte Spiel. Macht ein Caller einen Fehler, sieht er zum Beispiel nicht, dass der Dart nicht in ein Doppelfeld geworfen wurde, verfälscht dies das Spielergebnis. Daher wird den Callern sehr vertraut und sie werden für ihre Aufgabe hoch entlohnt, sodass bei der PDC angestellte Caller ihren Beruf als Haupteinnahmequelle ausführen.
Als Schiedsrichter trägt der Caller ebenfalls Verantwortung über die Kontrolle des Spiels. Sollte es zu Anfeindungen zwischen den Spielern oder zwischen Spielern und Publikum kommen, muss der Caller im Notfall eingreifen oder auch in wichtigen Spielsituationen das Publikum ruhig halten, sodass sich Spieler konzentrieren können.
Der bekannteste Caller im Dartsport ist der Engländer Russ Bray.

## Bekannte Caller
- Russ Bray (PDC) – „The Voice“
- Kirk Bevins (PDC) – „The Kirkulator“
- Paul Hinks (PDC) – „Flawless“
- Rab Butler (BDO) – „Uncle Albert“
- Martin Fitzmaurice (ehemaliger Mastercaller für die BDO) – „The Legend“
- Phil Jones (BDO, PDC)
- John McDonald (ab 2007 Master of Ceremonies für die PDC) – „Mad Dog“
- Philip Brzezinski (ab 2018 Master of Ceremonies für die PDC Europe)
- Steve Nicholas (BDO)
- George Noble (BDO, PDC) – „The Puppy“
- Bruce Spendley (BDO, PDC) – „The 9 Dart Ref“
- Freddie Williams (BDO, PDC)
- Huw Ware (BDO, PDC) – „Huw-dini“
- Charlie Corstorphine (BDO, PDC)
- Lucas Mirbach (PDC Europe)
- Franz Engerer (PDC Europe)